# Antoine Hacault
Antoine Hacault (* 17. Januar 1926 in Brüssel, Belgien; † 13. April 2000) war ein kanadischer Geistlicher und Erzbischof von Saint-Boniface.

## Leben
Antoine Hacault empfing am 20. Mai 1951 die Priesterweihe für das Erzbistum Saint-Boniface.
Papst Paul VI. ernannte ihn am 30. Juli 1964 zum Titularbischof von Media und zum Weihbischof in Saint-Boniface. Der Erzbischof von Saint-Boniface, Maurice Baudoux, spendete ihn am 8. September desselben Jahres die Bischofsweihe; Mitkonsekratoren waren der Bischof von Gravelbourg, Aimé Décosse, und der Bischof von Victoria, Remi Joseph De Roo.
Antoine Hacault nahm an der dritten und vierten Sitzungsperiode des Zweiten Vatikanischen Konzils als Konzilsvater teil.
Am 28. Oktober 1972 ernannte ihn Papst Paul VI. zum Koadjutorerzbischof von Saint-Boniface und zum Titularerzbischof pro hac vice von Media. Mit dem Rücktritt Maurice Baudoux' am 7. September 1974 trat er dessen Nachfolge als Erzbischof von Saint-Boniface an.